# 바스티안 오칩카
바스티안 오칩카(독일어: Bastian Oczipka, 1989년 1월 12일 ~ )는 독일의 축구 선수로 포지션은 레프트백이다. 현재 우니온 베를린에서 활약하고 있다.

## 선수 경력
2년동안 SV 베르기슈글라트바흐 09 유스팀에서 뛰던 오칩카는 1999년 7월 바이어 04 레버쿠젠으로 이적했다.